# Paroedura gracilis
Paroedura gracilis är en ödleart som beskrevs av  George Albert Boulenger 1896. Paroedura gracilis ingår i släktet Paroedura och familjen geckoödlor. IUCN kategoriserar arten globalt som livskraftig. Inga underarter finns listade i Catalogue of Life.